# Влад I Узурпатор
Влад I Узурпатор (рум. Vlad I Uzurpatorul, помер близько 1397) — воєвода Волощини, що правив у 1395—1396 роках, ймовірний син волоського воєводи Дана.

## Біографія
Його походження невідоме, можливо, він був незаконнонародженим сином Дана I з династії Басарабів, родоначальника гілки династії Данешті. Зведений на престол за підтримки господаря Молдавського князівства Стефана I, османів та Польщі.
Влад Узурпатор вів боротьбу за престол Валахії з Мірчею I Старим. У 1395 році, скориставшись відсутністю Мірчі I, який втік до Трансільванії після поразки від турків, Влад за підтримки Молдавії, Туреччини та Польщі захопив захід Валахії (Олтенію) і проголосив себе воєводою Валахії. У тому ж році, отримавши військову допомогу від турків, відбив спробу угорського короля повернути на волоський трон Мірчу Старого.
1396 року Влад I визнав верховенство польського короля Владислава Ягелло. У тому ж 1396 Влад Узурпатор відмовився допомагати угорському королю Сигізмунду Люксембургу, який здійснив хрестовий похід проти турків і був розгромлений у битві під Нікополем. Через свою протурецьку політику Влад позбувся підтримки волоського боярства і був змушений тікати з країни в грудні 1396 року, проте був схоплений трансильванським воєводою Сцибор і виданий угорцям. У січні 1397 на волоський престол повернувся Мірча Старий.